# Norm Van Brocklin
College Football Hall of Fame 1966
Pro Football Hall of Fame 1971
(en) Statistiques sur pro-football-reference
Norman Mack Van Brocklin, né le 15 mars 1926 à Parade, dans le Dakota du Sud et mort le 2 mai 1983 à Social Circle en Géorgie, surnommé The Dutchman (le Hollandais), est un Américain, joueur professionnel et entraîneur de football américain.
Il joue au poste de quarterback pour les Rams de Los Angeles et les Eagles de Philadelphie dans la National Football League de la saison 1949 jusqu'à la saison 1960. Après sa retraite comme joueur, il entraîne les Vikings du Minnesota de 1961 à 1966 puis les Falcons d'Atlanta de 1968 à 1974.
Au niveau universitaire, il joue pour les Ducks de l'université de l'Oregon en NCAA Division I FBS
Il est intronisé au College Football Hall of Fame en 1966 et au Pro Football Hall of Fame en 1971.
En 1956, il contribue, avec Creighton Miller et d'autres joueurs de la NFL, à la création de la National Football League Players Association (NFLPA).

## Jeunesse
Né à Parade, dans le Dakota du Sud, Van Brocklin est l'un des neuf enfants de Mack et Ethel Van Brocklin. Son père était horloger. La famille déménage en Californie du Nord et s'installe à Walnut Creek, à l'est d'Oakland. Van Brocklin se distingue dans trois sports au lycée Acalanes de Lafayette, où il joue au poste de quarterback de l'équipe de football américain. Il sert dans la marine américaine de 1943 à 1945, avant sa dernière année de lycée.

## Carrière universitaire
Après la Seconde Guerre mondiale, Van Brocklin suit deux anciens coéquipiers de lycée dans le nord et s'inscrit à l'université de l'Oregon à Eugene. Il devient le quarterback titulaire des Ducks en 1947 sous la direction de l'entraîneur principal de première année Jim Aiken. Il mène son équipe à un bilan de 16 victoires pour 5 défaites au cours de ses deux saisons en tant que titulaire,. En 1948, Van Brocklin est honoré d'une sélection All-America, et termine sixième lors du vote pour le trophée Heisman. Par coïncidence, le vainqueur du trophée Heisman cette année-là est l'arrière de SMU, Doak Walker. Walker et Van Brocklin ont tous deux été reconnus comme des joueurs exceptionnels pour leur performance dans le Cotton Bowl Classic,.
Van Brocklin quitte l'Oregon pour la NFL avec une année d'éligibilité à l'université. À cette époque, un joueur n'était pas autorisé à rejoindre la NFL avant quatre ans après avoir obtenu son diplôme d'études secondaires. Bien qu'il n'ait été à l'université de l'Oregon que pendant trois ans, il était admissible en raison de son temps passé dans la marine pendant la Seconde Guerre mondiale. À l'âge de 23 ans, il a obtenu sa licence en juin 1949,.

## Carrière professionnelle

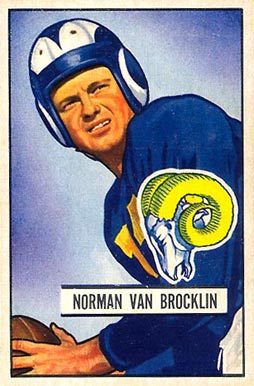
Van Brocklin en 1951

### Rams de Los Angeles
Van Brocklin est sélectionné en 37e choix global lors du quatrième tour de la draft 1949 de la NFL (en) par la franchise des Rams de Los Angeles. Les équipes ne savaient pas si l'intention de Van Brocklin était de continuer à jouer au niveau universitaire ou s'il comptait passer professionnel pour la saison 1949. Il fut donc inscrit à la draft laquelle s'est déroulée en décembre 1948. Van Brocklin signe avec les Rams en juillet 1949 et rejoint une équipe qui compte déjà un quarterback vedette, Bob Waterfield. À partir de 1950, le nouvel entraîneur des Rams, Joe Stydahar (en), résout ce problème en liant des groupes de joueurs à Waterfield et à Van Brocklin. Les Rams de 1950 inscrivent un record de 466 points (38,8 par match - record toujours d'actualité) avec une attaque de par la passe mettant en vedette ses receveurs Tom Fears (en) et Elroy « Crazy Legs » Hirsch,. Fears est le meilleur de la ligue et il établit un nouveau record NFL avec 84 réceptions. Van Brocklin et Waterfield terminent également aux deux premières places des statistiques concernant les évaluations du quarterback par la passe. Ils sont battus 28 à 30 par les Browns de Cleveland lors du match pour le titre de 1950.
En 1951, Van Brocklin et Waterfield se partagent à nouveau le poste de quarterback et les Rams remportent à nouveau la conférence NFL National. Cette année-là, Hirsch établit un record NFL avec 1 495 yards en réceptions et égale le record de Don Hutson avec 17 réceptions de touchdown. Les Rams se vengent en remportant 24 à 17 la finale nationale jouée à nouveau contre Cleveland. Waterfield joue la plupart des actions au L.A. Coliseum même si c'est Van Brocklin qui lance une passe de touchdown de 73 yards à Fears scellant la victoire. Ce sera le seul championnat NFL remporté par les Rams bien qu'ils soient basés dans le sud de la Californie. Le prochain championnat qu'ils remporteront sera celui de 1999, soit plusieurs années après leur déménagement à Saint-Louis dans l'est du pays.
Plus tôt en 1951, lors du match d'ouverture joué le 28 septembre, Van Brocklin établi un nouveau record NFL en gagnant 554 yards à la passe , battant le record établi établi deux ans plus tôt par Johnny Lujack (en) et qui était de 468 yards gagnés sur un match. Waterfield étant blessé, Van Brocklin joue tout le match et réussit 27 des 41 passes tentées dont cinq converties en touchdowns. Malgré l'augmentation du nombre d'attaques par la passe effectuées par les équipes NFL ces dernières années, le record de yards est toujours en vigueur à la fin de la saison 2019.
Waterfield prend sa retraite après la saison 1952 et Van Brocklin devient le seul quarterback titulaire des Rams. En 1955, il les mène de nouveau jusqu'en finale NFL laquelle se joue au L.A. Coliseum. Lors de ce match, les Browns, qui jouent en déplacement, écrasent les Rams 38 à 14. Van Brocklin s'y fait intercepter à six reprises. Au début du mois de janvier 1958, il annonce sa retraite du football professionnel après neuf saisons NFL déclarant qu'il envisage se lancer dans des affaires privées à Portland dans l'État d'Oregon,.

### Eagles de Philadelphie
Moins de cinq mois plus tard, fin mai 1958, Van Brocklin se ravise. Il est échangé contre deux joueurs, l'offensive lineman Buck Lansford (en) et le defensive end Jimmy Harris (en) plus un choix de draft au premier tour et passe chez les Eagles de Philadelphie. On apprendra plus tard qu'il ne voulait plus jouer une autre saison chez les Rams sous les ordres de l'entraîneur de l'attaque Sid Gillman (en) même si Van Broklin n'avait pas de conflit personnel avec Gillman. Sous la direction du célèbre entraîneur Buck Shaw (en), Van Brocklin obtient le contrôle total de l'attaque de Philadelphie en 1958 qu'il va améliorer sensiblement. En 1960, lors de sa troisième et dernière saison, l'équipe obtient le meilleur bilan en saison régulière de la ligue (10 victoires pour 2 défaites) et accueille les Packers de Green Bay en finale du championnat NFL joué au Franklin Field. Avec son receveur préféré, Tommy McDonald, Van Brocklin mène les Eagles à la victoire. Dans un match dominé par les défenses, mené 13 à 10, il réussit une remontée au score lors du quatrième quart-temps permettant à son équipe de gagner 17-13.
Au cours de ses douze années de carrière, Van Brocklin a joué dans deux équipes championnes de la NFL : les Rams de Los Angeles en 1951 et les Eagles de Philadelphie en 1960. Après ce dernier triomphe, il prend sa retraite. Les Eagles ont été la seule équipe à avoir battu les Packers à l'occasion d'un match de série éliminatoire et pendant le mandat de leur entraîneur principal Vince Lombardi.
Van Brocklin est sélectionné à neuf reprises pour le Pro Bowl.

## Carrière d'entraîneur

### Vikings du Minnesota
Le 18 janvier 1961, il accepte le poste d'entraîneur principal de l'équipe d'expansion (en) des Vikings du Minnesota, moins d'un mois après avoir remporté la finale du championnat NFL,. Au cours de ses six années passées à Minnesota, Van Brocklin y établit un bilan de 29 victoires pour 51 défaites et 4 matchs nuls. Ce mandat est marqué par sa relation conflictuelle avec le quarterback Fran Tarkenton. Van Brocklin est mécontent du penchant de Tarkenton pour le scrambling, préférant qu'il reste dans la poche. La querelle culmine avec la demande d'échange de Tarkenton et la démission surprise de Van Brocklin le 11 février 1967. Tarkenton est échangé aux Giants de New York peu après le départ de Van Brocklin, mais il est racheté cinq ans plus tard (en 1972) par Bud Grant, successeur de Van Brocklin. Van Brocklin est notamment connu pour son mépris des kickers de style football (aujourd'hui la norme dans la NFL). Après un match, un journaliste lui demande ce qu'il pensait de la défaite encourue à la suite d'un field goal inscrit à la dernière seconde du match, il répond : « Ils devraient changer les maudites lois sur l'immigration dans ce pays ».
En 1967, pendant sa première année hors du terrain en plus de deux décennies, Van Brocklin commente des émissions de la NFL pour CBS.

### Falcons d'Atlanta
Le 1er octobre 1968, il prend la tête des Falcons d'Atlanta en remplacement de Norb Hecker (en) lequel avait commencé la saison par trois défaites, portant ainsi à dix le nombre de défaites consécutives de l'équipe. Au cours des sept saisons suivantes, Van Brocklin obtient des résultats mitigés, avec un bilan de 37 victoires pour 49 défaites et 3 matchs nuls. Il mène l'équipe à sa première saison positive en 1971 obtenant un bilan de 7-6-1, puis manque de peu la qualification pour les séries éliminatoires en 1973 avec un bilan de 9-5. En 1973, à l'occasion du Monday Night Football, les Falcons infligent leur première défaite de la saison aux Vikings du Minnesota emmenés par Fran Tarkenton ,. N'ayant remporté que deux des huit premiers matchs de la saison 1974, Van Brocklin est licencié.

## National Football League Players Association
En 1956, Van Brocklin est contacté par Creighton Miller pour l'aider à créer la National Football League Players Association (NFLPA). Abe Gibron et Dante Lavelli, des Browns de Cleveland, Don Shula, alors joueur des Colts de Baltimore, Joe Schmidt des Lions de Détroit, ainsi que Frank Gifford et Sam Huff des Giants de New York sont également à la base de la création de la NFLPA,

## Dernières années
Après son licenciement, Van Brocklin est retourné dans sa ferme de pacaniers à Social Circle située à l'est d'Atlanta dans l'État de Géorgie. À cette époque, ses seuls liens avec le football américain étaient, en 1979, ceux d'entraîneur des running backs des Yellow Jackets de Georgia Tech sous la direction de l'entraîneur principal Pepper Rodgers  ce dernier étant licencié en décembre de la même année. Il s'agit de son seul poste en tant qu'entraîneur adjoint. Le successeur de Rodgers, Bill Curry, recrute un nouveau staff d'entraîneurs en 1980 sans Van Brocklin. Celui-ci devient alors analyste de football universitaire sur la chaîne WTBS « Superstation » sise à Atlanta,.
Van Brocklin était un gros fumeur de cigarettes et il souffrait de plusieurs maladies dont une tumeur au cerveau. Après l'ablation de cette tumeur, il déclare à la presse : « C'était une greffe de cerveau. Ils m'ont donné le cerveau d'un journaliste sportif, pour être sûr que j'en aurais un qui n'aurait pas été utilisé ». Il décède d'une crise cardiaque en 1983 à l'âge de 57 ans,, cinq semaines après son ancien coéquipier Bob Waterfield.
Van Brocklin est intronisé au College Football Hall of Fame en 1966 et au Pro Football Hall of Fame en 1971. Il est élu à titre posthume au University of Oregon Athletics Hall of Fame en 1992.

## Statistiques NFL

### Saison régulière
| Année                  | Équipe                 | MJ                     |         | Passes   | Passes | Passes | Passes | Passes | Passes | Passes  |       | Courses | Courses | Courses | Courses |
| Année                  | Équipe                 | MJ                     | Tentées | Réussies | Pct.   | Yards  | TD     | Int.   | Éval.  | Tentées | Yards | Moy.    | TD      |         |         |
| 1949                   | Rams de Los Angeles    | 8                      | 58      | 32       | 55,2   | 601    | 6      | 2      | 111,4  | 4       | -1    | -0,3    | 0       |         |         |
| 1950                   | Rams de Los Angeles    | 12                     | 233     | 127      | 54,5   | 2 061  | 18     | 14     | 85,1   | 15      | 55    | 1,5     | 1       |         |         |
| 1951                   | Rams de Los Angeles    | 12                     | 194     | 100      | 51,5   | 1 725  | 13     | 11     | 80,8   | 7       | 2     | 0,3     | 2       |         |         |
| 1952                   | Rams de Los Angeles    | 12                     | 205     | 113      | 55,1   | 1 736  | 14     | 17     | 71,5   | 7       | -10   | -1,4    | 0       |         |         |
| 1953                   | Rams de Los Angeles    | 12                     | 286     | 156      | 54,5   | 2 393  | 19     | 14     | 84,1   | 8       | 11    | 1,4     | 0       |         |         |
| 1954                   | Rams de Los Angeles    | 12                     | 260     | 139      | 53,5   | 2 637  | 13     | 21     | 71,9   | 6       | -10   | -1,7    | 0       |         |         |
| 1955                   | Rams de Los Angeles    | 12                     | 272     | 144      | 52,9   | 1 890  | 8      | 15     | 62,0   | 11      | 24    | 2,2     | 0       |         |         |
| 1956                   | Rams de Los Angeles    | 12                     | 124     | 68       | 54,8   | 966    | 7      | 12     | 59,5   | 4       | 1     | 0,3     | 1       |         |         |
| 1957                   | Rams de Los Angeles    | 12                     | 265     | 132      | 49,8   | 2 105  | 20     | 21     | 68,8   | 10      | -4    | -0,4    | 4       |         |         |
| 1958                   | Eagles de Philadelphie | 12                     | 374     | 198      | 52,9   | 2 409  | 15     | 20     | 64,1   | 8       | 5     | 0,6     | 1       |         |         |
| 1959                   | Eagles de Philadelphie | 12                     | 340     | 191      | 56,2   | 2 617  | 16     | 14     | 79,5   | 11      | 13    | 1,2     | 2       |         |         |
| 1960                   | Eagles de Philadelphie | 12                     | 284     | 153      | 53,9   | 2 471  | 24     | 17     | 86,5   | 11      | -13   | -1,2    | 0       |         |         |
| Totaux chez les Rams   | Totaux chez les Rams   | Totaux chez les Rams   | 1 897   | 1 011    | 53,3   | 16 114 | 118    | 127    | 74,7   | 72      | 35    | 0,5     | 8       |         |         |
| Totaux chez les Eagles | Totaux chez les Eagles | Totaux chez les Eagles | 998     | 542      | 54,3   | 7 497  | 55     | 51     | 75,7   | 30      | 5     | 0,2     | 3       |         |         |
| Totaux en NFL          | Totaux en NFL          | Totaux en NFL          | 2 895   | 1 553    | 53,6   | 23 611 | 173    | 178    | 75,1   | 102     | 40    | 0,4     | 11      |         |         |

### Séries éliminatoires
| Année                  | Équipe                 | MJ                     |         | Passes   | Passes | Passes | Passes | Passes | Passes | Passes  |       | Courses | Courses | Courses | Courses |
| Année                  | Équipe                 | MJ                     | Tentées | Réussies | Pct.   | Yards  | TD     | Int.   | Éval.  | Tentées | Yards | Moy.    | TD      |         |         |
| 1949                   | Rams de Los Angeles    | 1                      | 14      | 5        | 35,7   | 57     | 0      | 0      | 48,2   | 2       | -16   | -8,0    | 0       |         |         |
| 1950                   | Rams de Los Angeles    | 2                      | 11      | 2        | 18,2   | 17     | 0      | 1      | 1,7    | 0       | 0     | 0       | 0       |         |         |
| 1951                   | Rams de Los Angeles    | 1                      | 6       | 4        | 66,7   | 128    | 1      | 0      | 149,3  | 1       | 3     | 3,0     | 0       |         |         |
| 1952                   | Rams de Los Angeles    | 1                      | 19      | 15       | 78,9   | 166    | 1      | 0      | 120,6  | 0       | 0     | 0       | 0       |         |         |
| 1955                   | Rams de Los Angeles    | 1                      | 25      | 11       | 44,0   | 166    | 1      | 6      | 40,2   | 0       | 0     | 0       | 0       |         |         |
| 1960                   | Eagles de Philadelphie | 1                      | 20      | 9        | 45,0   | 204    | 1      | 1      | 77,9   | 2       | 3     | 1,5     | 0       |         |         |
| Totaux chez les Rams   | Totaux chez les Rams   | Totaux chez les Rams   | 75      | 37       | 49,3   | 532    | 3      | 7      | 47,2   | 3       | -13   | -4,3    | 0       |         |         |
| Totaux chez les Eagles | Totaux chez les Eagles | Totaux chez les Eagles | 20      | 9        | 45,0   | 204    | 1      | 1      | 77,9   | 2       | 3     | 1,5     | 0       |         |         |
| Totaux en NFL          | Totaux en NFL          | Totaux en NFL          | 95      | 46       | 48,4   | 736    | 4      | 8      | 53,7   | 5       | -10   | -2,0    | 0       |         |         |

## Bilan entraîneur
| Années                | Équipe                | G  | P   | N | %    |
| --------------------- | --------------------- | -- | --- | - | ---- |
| 1961 - 1966           | Vikings du Minnesota  | 29 | 51  | 4 | .369 |
| 1968 - 1974           | Falcons d'Atlanta     | 37 | 49  | 3 | .433 |
| Total en carrière NFL | Total en carrière NFL | 66 | 100 | 7 | .402 |

### Articles de journaux
1. 1 2 3  (en) « Van Brocklin dies of heart attack at age 57. », sur news.google.com, Spartanburg Herald-Journal, 1er mai 1983 (consulté le 4 février 2020)
2. ↑  (en) Associated Press, « Norm van Brocklin calls it quits. », sur news.google.com, Sarasota Herald-Tribune, 7 février 1967 (consulté le 4 février 2020)
3. 1 2  (en) Bob Clark, « After 46 years, Van Brocklin's legacy lives on. », sur news.google.com, Eugene Register-Guard, 4 septembre 1995 (consulté le 4 février 2020)
4. ↑  (en) Bob Clark, « Top Ducks. », sur news.google.com, Eugene Register-Guard, 3 septembre 1998 (consulté le 4 février 2020)
5. ↑  (en) « 1947 Oregon Ducks Schedule and Results », sur College Football at Sports-Reference.com (consulté le 4 février 2020)
6. ↑  (en) « 1948 Oregon Ducks Schedule and Results », sur College Football at Sports-Reference.com (consulté le 4 février 2020)
7. ↑  (en) « Norm Van Brocklin (1966) - Hall of Fame », sur National Football Foundation (consulté le 4 février 2020)
8. ↑  (en) « 1948 - 14th Award. », sur www.heisman.com, heisman.com, 4 avril 2010 (version du 4 avril 2010 sur Internet Archive)
9. ↑  (en) « Norman Mack "Norm" Van Brocklin: Person, pictures and information - Fold3.com », sur Fold3 (consulté le 4 février 2020)
10. ↑  (en) « Goodyear Cotton Bowl Classic Media Guide. », sur clemsontigers.com, 2018 (consulté le 4 février 2020), p. 24
11. 1 2  (en) United Press, « Van Brocklin inks contract with pro Rams. », sur news.google.com, Eugene Register-Guard, 11 juillet 1949 (consulté le 4 février 2020)
12. ↑  (en) Associated Press, « Norm Van Brocklin signs with Rams. », sur news.google.com, The Spokesman-Review, 12 juillet 1949 (consulté le 4 février 2020)
13. 1 2  (en) SportsLifer, « 60 Years Ago, The Dutchman Passed The Mark », sur Bleacher Report (consulté le 4 février 2020)
14. ↑  (en) « Player BIO | NORM VAN BROCKLIN | LOS ANGELES RAMS & PHILADELPHIA EAGLES », sur www.profootballhof.com, Pro Football Hall of Fame Official Site (consulté le 4 février 2020)
15. ↑  (en-US) Bob Oates, « '51 Rams Invested Their Quarters Wisely », Los Angeles Times, 3 septembre 1991 (consulté le 4 février 2020)
16. ↑  (en-US) Mike Goodpaster, « Top 5 Quarterbacks of the 1950s », sur The Grueling Truth, 10 août 2019 (consulté le 4 février 2020)
17. ↑  (en) « 1950 NFL Passing », sur Pro-Football-Reference.com (consulté le 4 février 2020)
18. ↑  (en) « Championship - Los Angeles Rams at Cleveland Browns - December 24th, 1950 », sur Pro-Football-Reference.com (consulté le 4 février 2020)
19. ↑  (en) « 1951 NFL Standings & Team Stats », sur Pro-Football-Reference.com (consulté le 4 février 2020)
20. ↑  (en) « 1951 NFL Leaders and Leaderboards », sur Pro-Football-Reference.com (consulté le 4 février 2020)
21. 1 2  (en) « Championship - Cleveland Browns at Los Angeles Rams - December 23rd, 1951 », sur Pro-Football-Reference.com (consulté le 4 février 2020)
22. 1 2  (en-US) « The Rams Story », sur www.therams.com (consulté le 4 février 2020)
23. ↑  (en) « Remember When: Van Brocklin's 554-yard day has lasted 6 decades », sur CBSSports.com (consulté le 4 février 2020)
24. ↑  (en-US) Chicago Tribune, « 1949: Johnny Lujack of the BEARS passes... », sur chicagotribune.com (consulté le 4 février 2020)
25. ↑  (en) « New York Yanks at Los Angeles Rams - September 28th, 1951 », sur Pro-Football-Reference.com (consulté le 4 février 2020)
26. ↑  (en) « NFL Passing Yards Single Game Leaders », sur Pro-Football-Reference.com (consulté le 4 février 2020)
27. ↑  (en) « 1955 NFL Standings & Team Stats », sur Pro-Football-Reference.com (consulté le 4 février 2020)
28. ↑  (en) « Championship - Cleveland Browns at Los Angeles Rams - December 26th, 1955 », sur Pro-Football-Reference.com (consulté le 4 février 2020)
29. ↑  (en) Associated Press, « Van Brocklin retires as Rams' quarterback. », sur news.google.com, Pittsburgh Post-Gazette, 3 janvier 1958 (consulté le 4 février 2020)
30. ↑  (en) Associated Press, « High pressure of running club one reason Van quit LA Rams. », sur news.google.com, Eugene Register-Guard, 3 janvier 1958 (consulté le 4 février 2020)
31. ↑  (en) Associated Press, « Van Brocklin traded to Eagles by Rams. », sur news.google.com, Eugene Register-Guard, 26 mai 1958 (consulté le 4 février 2020)
32. ↑  (en-US) « Van Brocklin yards passing | The Pop History Dig » (consulté le 4 février 2020)
33. ↑  (en) « 1960 NFL Standings & Team Stats », sur Pro-Football-Reference.com (consulté le 4 février 2020)
34. 1 2  (en) « Championship - Green Bay Packers at Philadelphia Eagles - December 26th, 1960 », sur Pro-Football-Reference.com (consulté le 4 février 2020)
35. ↑  (en-US) Jeré Longman, « Eagles’ 1960 Victory Was an N.F.L. Turning Point », The New York Times,‎ 6 janvier 2011 (ISSN 0362-4331, lire en ligne, consulté le 4 février 2020)
36. 1 2 3  (en) « Norm Van Brocklin Stats », sur Pro-Football-Reference.com (consulté le 4 février 2020)
37. ↑  (en) United Press International, « Van Brocklin signs as Vikings' coach. », sur news.google.com, The Times-News, 19 janvier 1961 (consulté le 4 février 2020)
38. ↑  (en) Associated Press, « Van Brocklin hired to coach Vikings. », sur news.google.com, Eugene Register-Guard, 19 janvier 1961 (consulté le 4 février 2020)
39. 1 2  (en) Associated Press, « Tarkenton will return 'under no circumstances. », sur news.google.com, Eugene Register-Guard, 11 février 1967 (consulté le 4 février 2020)
40. ↑  (en) Associated Press, « Van Brocklin surprises Viks – resigns. », sur news.google.com, Eugene Register-Guard, 12 février 1967 (consulté le 4 février 2020)
41. ↑  (en) Associated Press, « Giants trade draft picks for Tarkenton. », sur news.google.com, Sarasota Herald-Tribune, 8 mars 1967 (consulté le 4 février 2020)
42. ↑  (en-US) Leonard Koppeit, « Vikings Get Tarkenton For Snead and 4 Others », The New York Times,‎ 28 janvier 1972 (ISSN 0362-4331, lire en ligne, consulté le 4 février 2020)
43. ↑  (en-US) Eli Laskey, « Bad Call: The Worst Head Coaches in NFL History », sur TieBreaker, 1er février 2019 (consulté le 4 février 2020)
44. ↑  (en) Mark Eckel, Big 50 : Philadelphia Eagles : The Men and Moments that Made the Philadelphia Eagles, Triumph Books, 15 septembre 2016, 256 p. (ISBN 978-1-63319-632-2, lire en ligne)
45. ↑  (en) « Norm Van Brocklin - Football », sur oregonsportshall.org, Oregon Sports Hall of Fame, 15 mars 2012 (version du 15 mars 2012 sur Internet Archive)
46. ↑  (en) Ron Speer, « Van to have 5-year pact. », sur news.google.com, Eugene Register-Guard, 2 octobre 1968 (consulté le 4 février 2020)
47. ↑  (en) « 1973 NFL Standings & Team Stats », sur Pro-Football-Reference.com (consulté le 4 février 2020)
48. ↑  (en) « 1973 Minnesota Vikings Statistics & Players », sur Pro-Football-Reference.com (consulté le 4 février 2020)
49. ↑  (en) « Minnesota Vikings at Atlanta Falcons - November 19th, 1973 », sur Pro-Football-Reference.com (consulté le 4 février 2020)
50. ↑  (en-US) « Van Brocklin Dismissed by Falcons », The New York Times,‎ 6 novembre 1974 (ISSN 0362-4331, lire en ligne, consulté le 4 février 2020)
51. ↑  (en) « History-Of-The-Nflpa-Part-1 / News - NFLPlayers.com », sur www.nflplayers.com, 4 décembre 2010 (version du 4 décembre 2010 sur Internet Archive).
52. ↑  (en) « John Gordy, 73, dies; former Detroit Lions lineman led NFL players' union - latimes.com », sur www.latimes.com, 29 juin 2011 (version du 29 juin 2011 sur Internet Archive).
53. ↑  (en) Associated Press, « Van Brocklin is officially hired. », sur news.google.com, Rome News-Tribune, 2 mars 1979 (consulté le 4 février 2020)
54. ↑  (en) Associated Press, « Van Brocklin says goodbye to college life. », sur news.google.com, Eugene Register-Guard, 16 janvier 1960 (consulté le 4 février 2020)
55. 1 2  (en) « Former UO great Van Brocklin dies. », sur news.google.com, Eugene Register-Guard, 2 mai 1983 (consulté le 4 février 2020)
56. ↑  (en) United Press International, « Best and worst of 1981 sports quotes. », sur news.google.com, The Pittsburgh Press, 27 décembre 1981 (consulté le 4 février 2020)
57. ↑  (en) Associated Press, « Former Rams star Waterfield dies. », sur news.google.com, Wilmington Morning Star, 26 mars 1983 (consulté le 4 février 2020)
58. ↑  (en) « Norm Van Brocklin Facts & Stats », sur Encyclopedia Britannica (consulté le 4 février 2020)
59. ↑  (en-US) admin, « This Day in College Football History – March 15th », sur CFB History, 15 mars 2018 (consulté le 4 février 2020)
60. ↑  « Norm Van Brocklin Coaching Records on JustSportsStats.com », sur www.justsportsstats.com (consulté le 4 février 2020)

### Ouvrages
1. ↑  Grasso 2013, p. 413.
2. 1 2 3 4 5 6  Blevins 2012, p. 999.
3. ↑  Blevins 2012, p. 298.
4. ↑  Maxymuk 2012, p. 323.
5. 1 2  Cohen 2019, p. 271.